# Ikarus 415T
Ikarus 415T — высокопольный троллейбус большой вместимости, производившийся на базе автобуса Ikarus 415 венгерской фирмой Ikarus. Серийно выпускался с 1997 по 2002 год.

## Описание
Является преемником опытного троллейбуса Ikarus 260T, выпущенного в двух экземплярах в 1974—1975 году. Внешне и внутренне Ikarus 415T практически ничем не отличается от своего автобусного собрата (за исключением модификации 415.83, отличающейся укороченным задним свесом). В основном устанавливалось электрооборудование Astra.

## История
Первый троллейбус этого семейства в модификации Ikarus 415T.1 был выпущен в мае 1992 года. В том же году выставлялся на транспортных выставках в Афинах и Берлине, а летом 1994 года был передан в город Дебрецен. В 1998 году выставлялся также в Братиславе и Москве. В конце июня 1999 года поступил в Таллин (наряду с Ikarus 412T) и впервые с этого времени начал регулярно перевозить пассажиров. В процессе эксплуатации происходили частые поломки электрооборудования, вследствие чего был отставлен от работы в 2005 году. Утилизирован в конце 2006 года.
Единственная крупная партия троллейбусов такого семейства была выпущена в 1997—2002 годах в модификации Ikarus 415.80, в количестве 200 штук по заказу Бухареста, для замены устаревших троллейбусов моделей DAC и ROCAR. Небольшая партия машин также поступила и в город Галац.
Опытный троллейбус модификации Ikarus 415.93 был выпущен в летом 2001 года, совместно с московским заводом Динамо и стал последней попыткой завода Ikarus вернуться на российский рынок. От других троллейбусов он отличается укороченным задним свесом и электрооборудованием завода ЗиУ (ТролЗа). В конце августа того же года был доставлен в Москву и принял участие на выставке в Экспоцентре. В связи с высокой ценой Москва отказалась от серийных закупок данной модели и троллейбус был возвращен в Венгрию. В 2007 году Ikarus 415.93 был перестроен в автобус и лишился второй створки третьей двери вследствие установки двигателя внутреннего сгорания.

## Модификации
- Ikarus 415T.1 — опытный, с электрооборудованием Ganz. Испытывался в Будапеште и Дебрецене. Эксплуатировался в Таллине с 1999 по 2005 год.
- Ikarus 415.80 — с электрооборудованием Astra. Работают в Бухаресте и Галаце.
- Ikarus 415.93 (в некоторых источниках упоминается как Ikarus 415.83) — опытный, с электрооборудованием ЗиУ.